# Marisol de la Cadena
Marisol de la Cadena (Lima, Perú, 1957) es una antropóloga peruana reconocida por su trabajo en etnografía, teoría feminista y estudios sobre pueblos indígenas en América Latina. Ha publicado varios libros y artículos sobre estos temas, entre los que destacan Indigenous Mestizos: The Politics of Race and Culture in Cuzco, Peru, 1919-1991. y Earth Beings: Ecologies of Practice across Andean Worlds Además de su trabajo académico, de la Cadena ha sido una activista destacada en cuestiones de justicia social y se la reconoce por su liderazgo en la lucha por los derechos indígenas y ambientales en el Perú y en todo el mundo.

## Biografía
De la Cadena es natural de Perú y estudió Antropología en la Universidad Pontificia Católica del Perú, a lo que le subsiguieron sus estudios de postgrado en Francia, particularmente en la École de Hautes Études en Sciencies Sociales e Inglaterra en la Universidad de Durham, junto con su programa de doctorado en Antropología por la Universidad de Wisconsin, Madison (USA).
Su formación se ha visto atravesada por la figura de José María Arguedas, la Teología de la liberación y el marxismo. De hecho, aludiendo a este último, llega a decir que “En cuanto a textos clásicos, yo diría que Los cuadernos de la cárcel (Gramsci) siempre va a estar conmigo, a pesar de que critique toda la modernidad que contiene”.
En reconocimiento a su trabajo, de la Cadena ha recibido numerosos galardones y se la reconoce por haber sido una de las grandes conectoras entre el feminismo y el indigenismo.

## Aportes teóricos
Su investigación se centra en las prácticas culturales y políticas de los pueblos indígenas en los Andes peruanos, y ha utilizado la teoría feminista, junto con la ecología política para analizar las relaciones entre humanos y no humanos en estas comunidades. En su libro Earth Beings, explora las formas en que los pueblos andinos interactúan con el entorno, sobre todo en relación con la expansión de políticas neo-extractivistas, y cómo sus conocimientos y prácticas pueden desafiar las concepciones occidentales de la naturaleza y el medio ambiente.
Ha desarrollado un método etnográfico-filosófico, a través del cual ha llevado a cabo un giro ontológico, haciendo ver que, por ejemplo, los árboles no son tan solo pura naturaleza (a esto lo ha llamado aperturas onto-epistémicas), sino que se hallan en estrecha relación con la cultura.
Además de su trabajo académico, De la Cadena ha participado, como se ha dicho, en diversas organizaciones y movimientos sociales, y ha sido una voz destacada en la defensa de los derechos de los pueblos indígenas en lo que respecta a la explotación de recursos naturales, la construcción de mega proyectos y otros temas relacionados con ambiente y desarrollo.
Sus trabajos, en un sentido específico, han ido dirigidos hacia la política y la religión, destacando también sus estudios sobre antropología del cuerpo y sexualidad.
En su libro Indigenous Mestizos, De la Cadena analiza las formas en que los conceptos de raza y cultura se han entrelazado en el Perú, y cómo los pueblos indígenas han luchado por su reconocimiento y visibilidad en el contexto de una sociedad mestiza y racializada.
En la actualidad, De la Cadena es profesora de antropología en la Universidad de California, Davis, y continúa trabajando en temas relacionados con la ecología política, los estudios indígenas y la justicia social en América Latina. Su proyecto más destacable es Making Cow, investigación de campo que está ejerciendo en Colombia, y que versa sobre la industria ganadera, por sobre todo en su aspecto corporativo, principalmente acerca de la desabilidad y viabilidad de la misma, junto con sus consecuencias ambientales y paisajísticas, atravesado todo ello por la idea de biopoder.

## Premios y reconocimientos

### Becas
- 2012-16 – Seminario John E. Sawyer Mellon-Sawyer sobre el estudio comparativo de las culturas.
- 2009-10 – Wenner Gren Fo. Beca de apoyo a la conferencia (con Mario Blaser y Arturo Escobar).
- 2008-9 – Beca Guggenheim
- 2008-9 – Fundación Wenner-Gren, beca de investigación.
- 2007-8 – Beca de investigación de la Sociedad Filosófica Estadounidense.

### Honores
- 2018 – Premio de Libro Senior de la Asociación de Antropología Feminista—Asociación Americana de Antropología.[10]
- 2018 – Graduada Distinguida y Premio de Mentoría Postdoctoral. UC Davis.
- 2015 – Premio al Mejor Libro 'Flora Tristán' Asociación de Estudios Latinoamericanos LASA.
- 2015 – Centro de Estudios Avanzados. Academia Noruega de Ciencias. Investigador Invitado.
- 2010 – Oradora invitada, Seminario Mellon-Sawyer, Universidad de Ciudad del Cabo, Sudáfrica.
- 2008 – John Simon Guggenheim Memorial Foundation-Fellow.

## Publicaciones más relevantes

### Libros
- De la Cadena, M. (2015) Seres-Tierra: ecologías de la práctica en los mundos andinos. Serie de conferencias Morgan-Duke University Press.[3]

- De la Cadena, M. (2000). Indigenous mestizos: The politics of race and culture in Cuzco, Peru, 1919-1991. Duke University Press.[2]

- De la Cadena, M., & Blaser, M. (2018). A world of many worlds. Duke University Press.[11]

### Artículos y capítulos
- De la Cadena M (2010) Cosmopolítica indígena en los Andes: Reflexiones conceptuales más allá de la política Más allá de la     política como siempre . Antropología Cultural 25 (2 )
- De la Cadena, M., & Martínez     Medina, S. (2020). En Colombia algunas vacas tienen     raza, otras también tienen casta: Mantener la presencia de la traducción ofrece posibilidades de análisis . The Sociological Review , 68 (2), 369-384.
- De la Cadena, M. (2019). Una invitación a vivir juntos: hacer el “nosotros complejo”. Humanidades ambientales , 11 (2), 477-484.
- De la Cadena, M. con Mario     Blaser (eds). (2017). “The Uncommons” Número especial de Anthropologica. Revista de la Sociedad Antropológica Canadiense. 59:2
- De la Cadena, M. (2015) “Naturaleza poco común” en e-flux     Agosto 2015
- De la Cadena, M. (2014) Runa:     Humano pero no solo en HAU. Revista de Teoría Etnográfica. Vol 4 No 2.[4]